# Половинне (Барабінський район)
Половинне (рос. Половинное) — присілок у Барабінському районі Новосибірської області Російської Федерації.
Входить до складу муніципального утворення Устянцевська сільрада. Населення становить 138 осіб (2010).

## Історія
Згідно із законом від 2 червня 2004 року органом місцевого самоврядування є Устянцевська сільрада.

## Населення
| 1926 | 2002 | 2007 | 2010 |
| ---- | ---- | ---- | ---- |
| 182  | ↘173 | ↘168 | ↘138 |